# Symphodus cinereus
Symphodus cinereus là một loài cá biển thuộc chi Symphodus trong họ Cá bàng chài. Loài này được mô tả lần đầu tiên vào năm 1788.

## Từ nguyên
Từ định danh cinereus trong tiếng Latinh có nghĩa là "xám như tro", hàm ý đề cập đến tông màu xám trên cơ thể cá đực lẫn cá cái.

## Phạm vi phân bố và môi trường sống
S. cinereus có phạm vi phân bố ở Đông Bắc Đại Tây Dương. Loài này được ghi nhận từ vịnh Biscay (phía tây nam của Pháp) trải dài về phía nam đến Gibraltar (không được ghi nhận ở các hòn đảo ngoài khơi Đại Tây Dương); S. cinereus cũng xuất hiện trên khắp các vùng bờ biển thuộc Địa Trung Hải và cả Biển Đen, bao gồm biển Marmara, biển Levant và biển Adriatic.
S. cinereus sống trên nền đáy cát ở các vùng biển gần bờ và trong các đầm phá nhưng cũng có thể được tìm thấy trong các thảm cỏ biển hay những mỏm đá có tảo bao phủ, độ sâu được ghi nhận đến 30 m.

## Mô tả

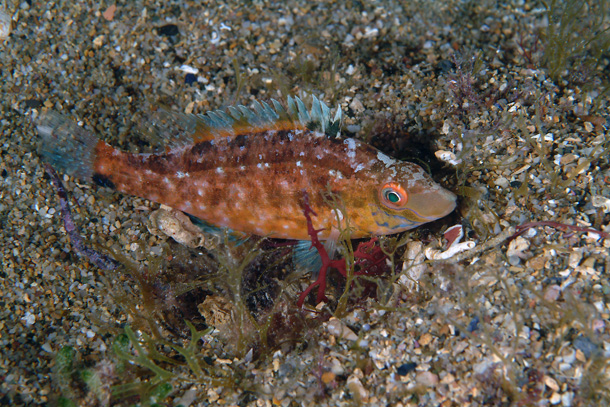
Cá đực trong thời kỳ sinh sản

Chiều dài cơ thể tối đa được ghi nhận ở S. cinereus là 16 cm.
Thường thì loài này có cơ thể màu xám lốm đốm các vệt trắng và nâu, nhưng cũng có nhiều biến thể màu sắc khác như đỏ nâu, xanh lục nhạt hoặc nâu lục. Cá đực lẫn cá cái đều có một đốm đen ở trước vây lưng và một đốm lớn hơn ở rìa dưới của cuống đuôi.
Sọc màu xanh lam có thể xuất hiện trên đầu của cá đực trong mùa sinh sản. Bên cạnh đó, cá đực trong giai đoạn sinh sản có màu sắc sáng hơn, bụng ánh màu vàng cam, phớt vàng ở hai bên má và họng.
Số gai ở vây lưng: 12–15; Số tia vây ở vây lưng: 8–11; Số gai ở vây hậu môn: 3; Số tia vây ở vây hậu môn: 7–10.

## Sinh thái và hành vi

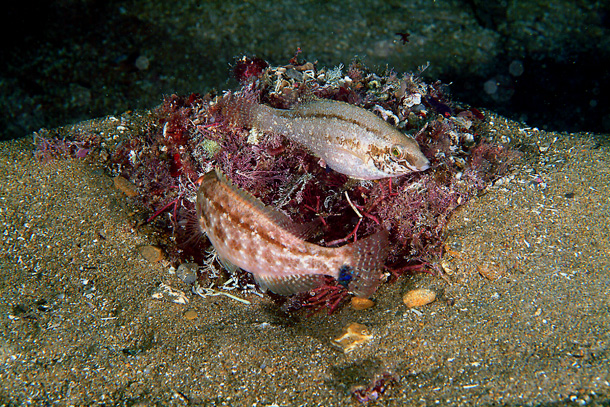
Một cặp S. cinereus trong tổ của chúng

Cũng như những loài cá bàng chài khác, S. cinereus là loài lưỡng tính tiền nữ. Cá cái thuần thục sinh dục sau khoảng một năm (chiều dài đo được khoảng 4 cm), trong khi cá đực mất đến từ một đến hai năm mới có thể sinh sản được (chiều dài đo được khoảng 7 cm).
S. cinereus sinh sản vào mùa xuân. Cá đực xây tổ từ rong tảo để một hoặc nhiều con cá cái đến đẻ trứng. Cá đực có nhiệm vụ bảo vệ những quả trứng trong tổ.
Thức ăn của S. cinereus chủ yếu là động vật giáp xác nhỏ và động vật thân mềm. Tuổi thọ tối đa được ghi nhận ở loài cá này là từ 5 đến 6 năm.